# City (Heizer)
Pour les articles homonymes, voir City.
City est une œuvre de land art située dans une vallée désertique du comté de Lincoln, dans l'État du Nevada, à une heure de route de Las Vegas.
L'œuvre, d'abord appelée Complex City est initiée en 1972 par Michael Heizer et longtemps gardée secrète devait ouvrir au public en mai 2020 mais ne sera finalement dévoilée qu'en septembre 2022. Son coût total est estimé à 50 millions de dollars. Inspirée des mastabas et sites sacrés anciens, ses dimensions avoisinant 2,4 km sur 1,6 km, elle est la plus grande œuvre d'art contemporain jamais construite. Le site, exploité par la Triple Aught Foundation ne peut se visiter que sur réservation, dans la limite de six personnes par jour, moyennant un droit d'entrée de 150 dollars.

## Genèse
L'artiste, pionnier du Land Art - mouvement utilisant le cadre et les matériaux de la nature pour produire des œuvres souvent de grande taille - a démarré ce projet en 1970 en achetant les terres nécessaires à son édification. En 1998, la Triple Aught Foundation se forme pour financer et exploiter le projet. Ce groupe, composé de marchands d'art, de collectionneurs et de représentants d'institutions va investir plus de 30 millions de dollars et est à présent l'opérateur du site,. Le site est choisi pour sa taille, son emplacement géographique loin de toute forme de civilisation, mais également en raison de l'importance de la région du Nevada pour la famille de l'artiste, qui y habite depuis le début du 19e siècle.

## Composition
City est composée de deux structures, Complex One et 45º, 90º, 180º . Entre les deux se déploie un vaste paysage vide fait de roches, de sable, et de béton extraits et assemblés sur le site. Heizer explique le gigantisme de son projet par la nécessité d'inscrire dans le  paysage américain le passage de la civilisation avant une apocalypse nucléaire, imminente selon lui : « Ma pratique reflète en particulier ma conscience de vivre à l’ère nucléaire ».

### Complex One
Cette structure, située sur le côté ouest de City est la première construite par Heizer évoque un mastaba, un édifice funéraire égyptien en briques légèrement incliné vers l'intérieur. L'artiste a puisé cette inspiration égyptienne d'un voyage a Louxor d'où il est revenu juste avant d'entamer la construction de Complex One. La forme trapézoïdale de la sculpture fait écho au complexe funéraire de Djéser, une des premières pyramides à degrés. Devant l'édifice, un L de 6 mètres de haut fait de béton tient en équilibre, et un T flotte presque sans support dans les airs, émergeant de la structure. 

### 45º, 90º, 180º
La construction de cette œuvre située à l'est de City, a été initiée en 2000. Décrite par Michael Govan (directeur du Los Angeles County Museum of Art) comme de l'art mathématique, 45º, 90º, 180º est composée d'immenses triangles de béton de différentes tailles et épaisseurs alignés sur une plaque d'aluminium. Cette structure, comme Complex One, fonctionne comme un jeu sur la perspective. Vue de face, elle apparait comme une seule et même forme, mais c'est vue de côté qu'elle dévoile sa complexité. Ce travail sur l'optique et la nécessité de parcourir une œuvre pour la comprendre fait partie intégrante du travail de Michael Heizer. 